# Conus musicus parvatus
Conus musicus parvatus is een ondersoort van de zeeslakkensoort Conus musicus, uit het geslacht Conus. De slak behoort tot de familie Conidae. Conus musicus parvatus werd in 1979 beschreven door Walls. Net zoals alle soorten binnen het geslacht Conus zijn deze slakken roofzuchtig en giftig. Zij bezitten een harpoenachtige structuur waarmee ze hun prooi kunnen steken en verlammen.